# Municipio Bella Flor
Das Municipio Bella Flor ist ein Verwaltungsbezirk im Departamento Pando im südamerikanischen Andenstaat Bolivien.

## Lage im Nahraum
Das Municipio Bella Flor ist eines von vier Municipios der Provinz Nicolás Suárez und umfasst deren östlichen Bereich. Es grenzt im Westen an das Municipio Porvenir, im Südwesten an das Municipio Sena und im Südosten an das Municipio Puerto Rico, beide zur Provinz Manuripi gehörend, im Osten an das Municipio Santa Rosa del Abuná der Provinz Abuná und im Norden an den Bundesstaat Acre der Republik Brasilien.
Das Municipio erstreckt sich zwischen etwa 10° 19' und 11° 18' südlicher Breite und 67° 11' und 68° 30' westlicher Länge. Seine Ausdehnung von Westen nach Osten beträgt bis zu 80 Kilometer, von Norden nach Süden bis zu 65 Kilometer und von Südwesten nach Nordosten bis zu 175 Kilometer.
Das Municipio umfasst 42 Gemeinden (localidades), der zentrale Ort des Municipios ist Palacios mit 40 Einwohnern (Volkszählung 2012) am Südostrand des Municipios.

## Geographie
Das Municipio Bella Flor liegt im bolivianischen Teil des Amazonasbeckens, nordöstlich vorgelagert den Ausläufern der peruanischen Cordillera Oriental im tropischen Regenklima der Äquatorialzone.
Die mittlere Durchschnittstemperatur der Region liegt bei knapp 26 °C und schwankt sowohl im Jahres- wie im Tagesverlauf nur unwesentlich, nur in den trockenen Wintermonaten von Juni bis August liegt sie aufgrund der nächtlichen Wärmeabstrahlung bei offener Wolkendecke geringfügig niedriger (siehe Klimadiagramm). Der Jahresniederschlag beträgt etwa 1900 mm und weist während der Regenzeit über mehr als die Hälfte des Jahres Monatswerte zwischen 150 und 300 mm auf, nur in der kurzen Trockenzeit von Juni bis August sinken die Niederschläge auf Monatswerte unter 50 mm.

## Bevölkerung
Die Einwohnerzahl des Municipio Bella Flor ist zwischen 1992 und 2024 um knapp die Hälfte angestiegen:
| Jahr | Einwohner | Quelle       |
| ---- | --------- | ------------ |
| 1992 | 2834      | Volkszählung |
| 2001 | 2305      | Volkszählung |
| 2012 | 3909      | Volkszählung |
| 2024 | 3632      | Volkszählung |

Die Bevölkerungsdichte bei der letzten Volkszählung von 2024 betrug 0,68 Einwohner/km², der Alphabetisierungsgrad bei den über 6-Jährigen hat sich von 36,6 Prozent (1992) auf 73,6 Prozent (2001) verbessert. Die Lebenserwartung der Neugeborenen im Jahr 2001 betrug 65,5 Jahre, die Säuglingssterblichkeit hatte sich von 6,1 Prozent (1992) auf 5,7 Prozent im Jahr 2001 geringfügig verbessert.
74,6 Prozent der Bevölkerung sprechen Spanisch, 1,7 Prozent sprechen Quechua, 1,9 Prozent sprechen Aymara und 24,9 Prozent sprechen ausländische Sprachen, aufgrund der Lage des Municipios in erster Line Brasilianisches Portugiesisch. (2001)
94,0 Prozent der Bevölkerung haben keinen Zugang zu Elektrizität, 56,9 Prozent leben ohne sanitäre Einrichtung. (2001)
68,4 Prozent der insgesamt 497 Haushalte besitzen ein Radio, 4,4 Prozent einen Fernseher, 38,0 Prozent ein Fahrrad, 8,7 Prozent ein Motorrad, 3,6 Prozent ein Auto, 1,8 Prozent einen Kühlschrank, und 0 Prozent ein Telefon. (2001)

## Politik
Ergebnis der Regionalwahlen (concejales del municipio) vom 4. April 2010:
| Wahlberechtigte |  | Stimmen | gültig |  | MAS-IPSP | CP     | MSM    | MNR   |
| --------------- |  | ------- | ------ |  | -------- | ------ | ------ | ----- |
| 1.144           |  | 1.009   | 811    |  | 314      | 297    | 199    | 1     |
|                 |  | 88,2 %  | 80,4 % |  | 38,7 %   | 36,6 % | 24,5 % | 0,1 % |

Ergebnis der Regionalwahlen (elecciones de autoridades políticas) vom 7. März 2021:
| Wahl- berechtigte |  | Wahl- beteiligung | gültige Stimmen |  | MTS     | MAS-IPSP | CID     | PASO   | VIDA   |
| ----------------- |  | ----------------- | --------------- |  | ------- | -------- | ------- | ------ | ------ |
| 2.524             |  | 2.036             | 1.859           |  | 916     | 651      | 194     | 69     | 16     |
|                   |  | 80,67 %           | 90,86 %         |  | 49,51 % | 35,19 %  | 10,49 % | 3,73 % | 0,86 % |

## Gliederung
Das Municipio Bella Flor untergliederte sich bei der letzten Volkszählung von 2012 in die folgenden drei Kantone (cantones):
- 09-0104-1 Kanton Costa Rica – 13 Gemeinden – 1.777 Einwohner
- 09-0104-2 Kanton Chapacura – 28 Gemeinden – 2.017 Einwohner
- 09-0104-3 Kanton Santa Elena – 1 Gemeinde – 115 Einwohner

## Ortschaften im Municipio Bella Flor
- Kanton Costa Rica
  - Santa Lucía 308 Einw. – Santa Lourdes 191 Einw. – Palacios 40 Einw.

- Kanton Chapacura
  - Puerto Evo Morales 721 Einw. – San Pedro 190 Einw. – El Carmen 166 Einw.